# Trasfezione
La trasfezione è il processo di introduzione di materiale biologico esogeno in cellule eucariotiche, nella gran parte dei casi di mammifero. È più frequente l'inserimento di materiale genetico, tra cui solitamente DNA e siRNA, ma, in generale, possono essere trasfettate anche proteine (come ad esempio anticorpi). Il processo e i metodi per attuarlo sono analoghi a quelli per la trasformazione batterica, che però riguarda batteri e, talvolta, le cellule vegetali.
Il processo di trasfezione può essere fatto:
- in vitro - su cellule bersaglio in colture cellulari a lungo termine;
- ex vivo - su cellule isolate da un organismo e trasferite su terreno di coltura;
- in vivo - direttamente su cellule di un organismo.

## Applicazioni
La trasfezione è utile in tutti gli studi di genetica e biologia molecolare che vogliano ottenere informazioni sull'attività e la funzione di determinati geni. Questo può essere fatto, generalmente, in due modi: sovraesprimendo il gene in questione oppure silenziandolo.
Nel primo caso si induce quindi una produzione superiore al normale del prodotto genico inserendo ulteriori copie dello stesso gene, ad esempio. Nel secondo caso il gene invece sarà "bloccato".
 
Due sono i metodi per silenziare un gene. 
- Tramite la formazione di sistemi knockout, che scambiano il gene nella cellula con uno, quello esogeno, inattivo; la tecnica si basa sulla ricombinazione delle regioni fiancheggianti il gene di interesse.
- Tramite inserimento di siRNA (RNA interference).

In tutti i casi le colture trasfette saranno seguite e saranno analizzate le eventuali conseguenze.

## Trasfezione transiente e stabile
A seconda del destino in cui incorre il vettore inserito si può distinguere tra trasfezione transiente e trasfezione stabile. La trasfezione è transiente quando il vettore resta nella cellula come frammento extracromosomico, cioè non si integra nel genoma cellulare; in questo caso le proprietà indotte dalla trasfezione permangono per breve tempo, di solito scompaiono prima delle 72 ore. La trasfezione è stabile, invece, quando il DNA esogeno si integra stabilmente nel genoma: l'effetto quindi rimane per l'intera vita della cellula e sarà trasmesso anche alle cellule che ne derivano.
La trasfezione transiente è certamente più rapida, facile ed economica, ma ovviamente permette studi limitati nel tempo. La trasfezione stabile si ritiene necessaria ogni volta che l'effetto genico è a medio-lungo termine: ad esempio quando si studiano geni che si ritengono connessi ai processi di differenziamento cellulare.

## Selezione delle cellule trasfette
Indipendentemente dal tipo di trasfezione e dal metodo utilizzato, è necessario sviluppare delle tecniche che rendano possibile, nella coltura cellulare, l'isolamento solo delle cellule in cui il processo di trasfezione è effettivamente avvenuto. Questa funzione viene svolta dall'azione di alcune sequenze contenute nel vettore assieme al gene d'interesse. Due sono le tecniche principali:
- vettore con markers di selezione - nei vettori è inserito, con tecniche di ingegneria genetica, un gene per la resistenza a un particolare antibiotico, preceduto da un promotore forte che ne stimoli la trascrizione. Nel terreno di coltura viene inserito lo stesso antibiotico: se il vettore è effettivamente entrato conferirà alle cellule la resistenze; tutte le cellule non trasfette invece saranno uccise.
- vettori con GFP - nei vettori non sono presenti markers ma una sequenza che codifica per la Green Fluorescent Protein (GFP), una proteina che emette radiazioni sulla lunghezza d'onda del verde dando in adatte condizioni fluorescenza. Solo le cellule che saranno visibili a quella lunghezza d'onda avranno subito la trasfezione.

## Metodi di trasfezione
Considerando il caso più generale, l'introduzione di DNA, il problema che si pone riguarda il fatto che sia l'acido nucleico che la membrana cellulare sono carichi negativamente: il DNA, per forze di repulsione elettrostatiche, quindi, non interagirà mai spontaneamente con la membrana. Molti metodi di trasfezione servono infatti per mascherare i gruppi anionici del DNA.

### Metodi chimici
Uno dei metodi più semplici e meno costosi è quello che utilizza il fosfato di calcio, sviluppato per la prima volta da Bacchetti e Graham nel 1977. La procedura prevede il mescolamento di una soluzione tampone di HEPES contenente ioni fosfato insieme a una soluzione di cloruro di calcio (CaCl2) e il DNA da trasfettare. Il mescolamento delle due soluzioni produce un precipitato di calcio fosfato, che andrà a legare la molecola di DNA. Il precipitato viene prelevato, risospeso e aggiunto al terreno di coltura (di solito una coltura mono strato). Con un processo ancora non ben noto le cellule legano il precipitato e permettono l'ingresso del DNA. La precipitazione può avvenire anche con dietil-ammino-etil-destrano.
Un altro metodo biologico molto efficace sfrutta i liposomi, piccole vescicole lipidiche che inglobano il DNA e sono indotte ad entrare con esso nella cellula simulando i processi di endocitosi cellulare.

Un altro metodo prevede l'uso di dendrimeri, molecole altamente ramificate che si legano al DNA e lo trasportano nella cellula.

### Metodi fisici
Un metodo tra i più usati è la elettroporazione, che consiste nell'applicare una differenza di potenziale ai lati della cuvetta che contiene la soluzione con le cellule e il DNA da inserire: lo shock elettrico provoca la formazione di pori nella membrana che permettono l'ingresso del materiale genetico. Ha come difetto un'elevata percentuale di cellule che non sopravvivono in seguito al trattamento.
Un altro metodo è la microiniezione: l'inserimento del materiale tramite un sottile ago direttamente nella cellula. Per ovvi motivi pratici è più frequentemente usato in clinica, in tecniche come la fecondazione artificiale, che non in laboratorio dove si lavora con un alto numero di cellule.
Un approccio diretto alla trasfezione è poi il metodo cosiddetto del cannone genico dove il DNA è accoppiato a un solido inerte (di solito perline di oro) che è "sparato" direttamente nella cellula.

### Metodi tramite virus
Il DNA può infine essere inserito tramite trasduzione, trasportato quindi da un virus. Sono usati principalmente adenovirus, retrovirus e lentivirus.